# Paul Wall
Pour les articles homonymes, voir Wall.
Paul Wall, de son vrai nom Paul Slayton, né le 11 mars 1981 à Houston, dans le Texas, est un rappeur, disc jockey, acteur et entrepreneur américain. Il est affilié au label Swishahouse. Il collabore au début avec le rappeur Chamillionaire avec qui il publie plusieurs albums incluant l'album indépendant Get Ya Mind Correct. En 2005, il signe sur le label Atlantic Records et se popularise significativement avec son premier album The Peoples Champ. Get Money, Stay True suit en 2007.

## Biographie

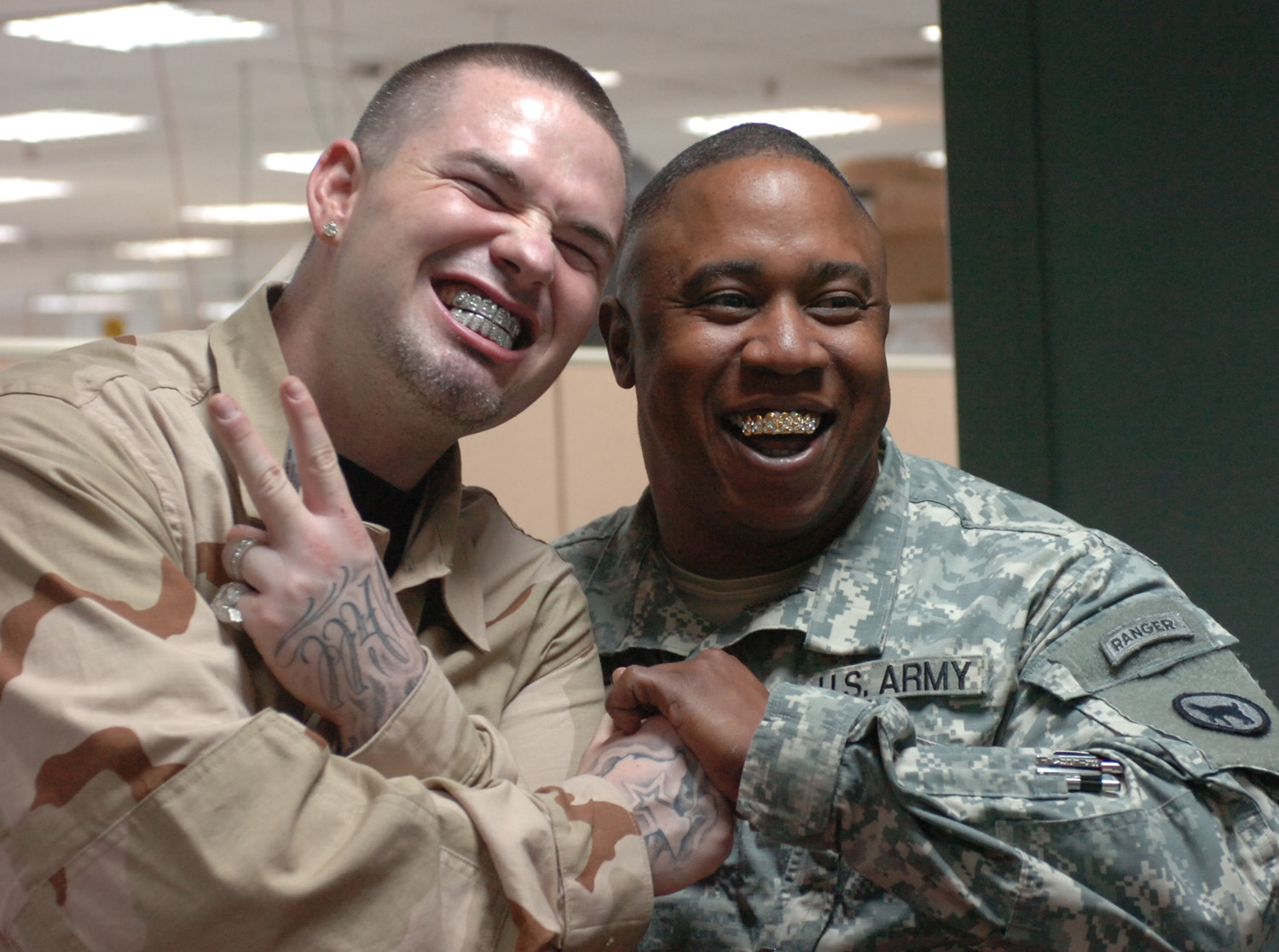
Paul Wall à Bagdad, 2007.

Paul est né Paul Michael Slayton le 11 mars 1981 à Houston, dans le Texas. Il commence des études de communication à l’université de Houston durant trois ans,. Il fait alors la connaissance de Hakeem Seriki, futur Chamillionaire, autre figure emblématique du Dirty South, et de H-Town. Ils créeront plus tard le groupe The Color Changin' Click.
Paul Wall lance sa carrière en tant que disc jockey, collaborant avec des artistes tels que T.I. et des labels du Sud tels que Cash Money Records (Lil Wayne, Birdman) ou New No Limit (Master P), produisant des mixtapes chopped and screwed, style inventé par DJ Screw,. Mais l'envie d'écrire ses propres textes prend le dessus et Paul tente d'intégrer la scène rap avec Chamillionaire. Avec l’aide de Seriki, il publie la mixtape Get Ya Mind Correct le 25 juin 2002. Après cette première mixtape en tant que MC, Paul décide de continuer sur Swishahouse, tandis que Chamillionaire rejoint un label indépendant. Paul Wall passe de la scène locale à la scène nationale, et son nom commence à être connu, de même que ceux de Mike Jones et Slim Thug, en mai 2005, grâce au morceau Still Tippin’, qui popularise le style de Houston. Après ce morceau, Paul décide de préparer son propre album solo et de se lancer définitivement dans le rap. Mike Jones, quant à lui, est parvenu à faire connaître dans tout le pays le chopped and screwed.
Paul Wall publie un premier single début août 2005, Sittin’ Sidewayz, avec Big Pokey, qui se classe 93e du Billboard Hot 100 L’album, The People's Champ, est publié le 27 septembre 2005, et le succès est au rendez-vous. Il se classe directement premier des ventes d’albums, délestant Kanye West de la place d'honneur. L'album dépasse les 900 000 exemplaires vendus atteignant le disque d'or[réf. nécessaire]. Deux autres singles sont extraits de l'album, They Don’t Know, avec Bun B (et Mike Jones pour le remix), puis son plus gros succès commercial, Girl, qui se classe 35e du Billboard Hot 100. Après cela, Wall multiplie les featurings, notamment avec Nelly et le morceau Grillz (no 1 pendant deux semaines au Billboard Hot 100), mais également Juvenile, Three 6 Mafia, Jim Jones, Ashanti, Daddy Yankee, Kanye West, T.I., Game, 50 Cent, Juelz Santana, Limp Bizkit, Brooke Hogan, DJ Khaled et LeToya.
Wall participe à la bande-son du jeu vidéo Def Jam: Icon, publié en 2007 par EA Games. En 2010, Paul Wall s'impose un régime extrême et se fait poser un anneau gastrique.

## Carrière cinématographique
En 2007, Paul Wall joue dans La Prison hantée avec Ja Rule. Il apparaît également dans le film Tucker Max : Histoires d'un serial fucker (I Hope They Serve Beer in Hell) en 2009 aux côtés de Jesse Bradford et Matt Czuchry. Il joue également dans Xtinction: Predator X.

## Vie privée
Paul Wall épouse Crystal Slayton en octobre avec qui il a deux enfants : un fils, William Patrick Slayton (né en 2006) et une fille, Noelle Slayton (née en 2007),.

## Discographie

### Albums studio
- 2004 : Chick Magnet[15]
- 2005 : The Peoples Champ
- 2007 : Get Money, Stay True
- 2008 : The Fast Life
- 2010 : Heart of a Champion
- 2013 : #Checkseason
- 2014 : The Po-Up Poet
- 2015 : Slab God[16]

### Albums collaboratifs
- 2002 : Get Ya Mind Correct (avec Chamillionaire)
- 2005 : Controversy Sells (avec Chamillionaire)

### Album de remixes
- 2007 : Get Money, Stay True (Chopped and Screwed) (avec Michael « 5000 » Watts)

### Mixtapes
- 2010 : Sole Music
- 2012 : No Sleep Till Houston
- 2013 : Welcome 2 Texas Vol. 3 (avec Slim Thug)
- 2013 : Check Season

### Singles
| Année | Titre | Meilleure position | Meilleure position    | Meilleure position | Meilleure position | Album              |
| Année | Titre | Billboard Hot 100  | Hot R&B/Hip-Hop Songs | Hot Rap Songs      | UK Singles Chart   | Album              |
| ----- | --- | ------------------ | --------------------- | ------------------ | ------------------ | ------------------ |
| 2005  | Still Tippin (Mike Jones feat. Slim Thug & Paul Wall)                                                                                  | 60                 | 34                    | 25                 | -                  | Who Is Mike Jones? |
| 2005  | Sittin' Sidewayz (feat. Big Pokey) | 93                 | 34                    | 24                 | -                  | The People's Champ |
| 2005  | They Don't Know (feat. Mike Jones & Bun B)                                                                                             | -                  | 71                    | -                  | -                  | The People's Champ |
| 2005  | Grillz (Nelly feat. Paul Wall, Ali] & Big Gipp)                                                                                        | 1                  | 3                     | 1                  | 24                 | SweatSuit          |
| 2005  | Draped Up (H-Town All Stars Re-Mix) (Bun B feat. Lil' KeKe, Aztec, Slim Thug, Chamillionaire, Paul Wall, Mike Jones, Lil' Flip & Z-Ro) | -                  | 45                    | -                  | -                  | Trill              |
| 2006  | Girl | 41                 | 42                    | 8                  | -                  | The People's Champ |
| 2006  | Holla at Me Baby (DJ Khaled feat. Cool & Dre, Fat Joe, Lil Wayne, Paul Wall, Pitbull & Rick Ross)                                      | -                  | -                     | -                  | -                  |                    |

## Filmographie
- 2006 : The Roaches (série TV)
- 2007 : La Prison hantée : Joey Robbins
- 2009 : Tucker Max : Histoires d'un serial fucker (I Hope They Serve Beer in Hell)
- 2010 : Alligator X : Froggy
- 2011 : Cash or Crash (court métrage)